# Хасси-Месауд (нефтяное месторождение)
Ха́сси-Месау́д — нефтяное месторождение в провинции Уаргла на востоке Алжира. Месторождение относится к Сахаро-Ливийскому нефтегазоносному бассейну.
Месторождение открыто в 1951 году. Залежи на глубине 3,3—3,4 км. Геологические запасы оцениваются в 2,4 млрд т. Плотность нефти 0,80 г/см³, содержание серы — 0,13 %.
Оператором месторождения является алжирская нефтяная компания Sonatrach. Добыча нефти в 2006 году составила 22 млн тонн.
Центром месторождения является город Хасси-Месауд, бурно развивающийся в начале XXI века. Построены нефтеперерабатывающий комбинат, крупный аэропорт, широко развита инфраструктура.